# Uwe Holtz

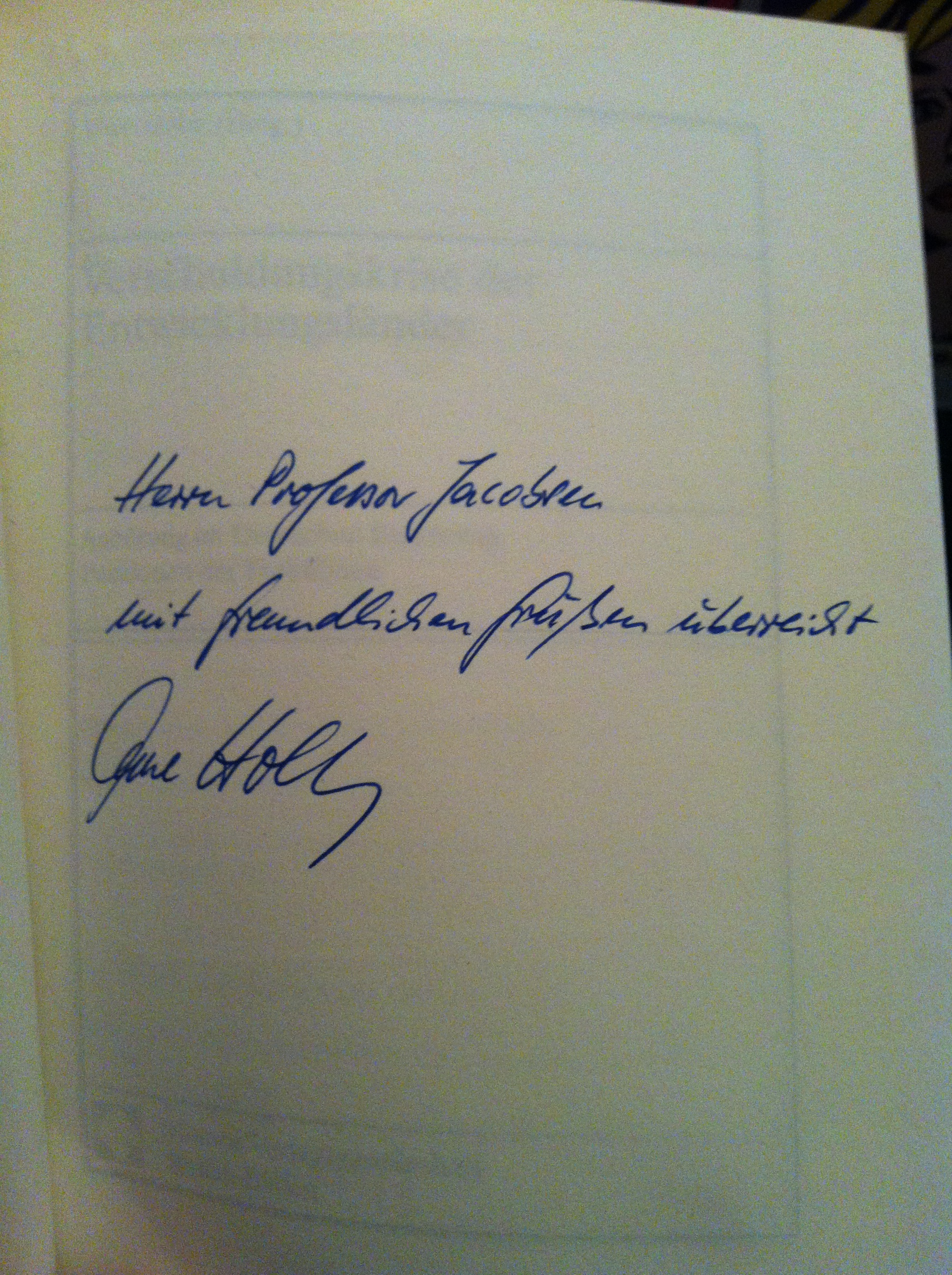
Autograph

Uwe Holtz (* 19. März 1944 in Graudenz) ist ein deutscher Politikwissenschaftler und ehemaliger Politiker (SPD).

## Leben
Nach dem Abitur 1963 in Langenberg (Rheinland) studierte Holtz Romanistik und Geschichte an der Universität Köln. 1967 legte er das Staatsexamen ab und promovierte 1969 zum Dr. phil. mit dem Thema: „Der hinkende Teufel von Vélez de Guevara und Lesage: Eine literatur- und sozialkritische Studie“. Von 1969 bis 1972 war er wissenschaftlicher Assistent für Neuere Geschichte an der Universität Kiel und von 1972 bis 1994  SPD-Bundestagsabgeordneter. 1972 und 1976 gewann er den Wahlkreis Düsseldorf-Mettmann II und 1980 den Wahlkreis Mettmann I jeweils direkt. 1983, 1987 und 1990 zog er über die Landesliste der SPD Nordrhein-Westfalen in den Bundestag ein. Er leitete von 1974 bis 1994 den Bundestagsausschuss für wirtschaftliche Zusammenarbeit und Entwicklung. Von 1973 bis 1995 war er Mitglied der Parlamentarischen Versammlung des Europarates und dort auch Präsident des Wirtschafts- und Entwicklungsausschusses. Von 1994 bis 2000 war er Board-Mitglied des Internationalen Forschungsinstituts für Agrar- und Ernährungspolitik IFPRI in Washington D.C. und zwischen 2001 und 2015 Consultant beim Sekretariat der UN-Konvention zur Bekämpfung der Desertifikation. Seit 2002 ist er Ehrenpräsident der Europäischen Assoziation ehemaliger Parlamentsabgeordneter.
Holtz ist seit 1995 freiberuflicher Development Consultant und seit 1987 Honorarprofessor für Politische Wissenschaft am späteren Institut für Politische Wissenschaft und Soziologie an der Rheinischen Friedrich-Wilhelms-Universität Bonn mit den Lehr- und Forschungsschwerpunkten Demokratie, Menschenrechte und nachhaltige Entwicklung; Entwicklungspolitik, Internationale Beziehungen und Europa; historische Themen.